# Фінал Кубка Футбольної ліги 1971
Фінал Кубка Футбольної ліги 1971 — фінальний матч розіграшу Кубка Футбольної ліги 1970—1971, 11-го розіграшу Кубка Футбольної ліги. У матчі, що відбувся 27 лютого 1971 року на стадіоні «Вемблі», зіграли «Тоттенгем Готспур» та «Астон Вілла». Особливістю фіналу стало те, що клуб із Бірмінгема представляв Третій дивізіон Футбольної ліги Англії.
| Володар Кубка Футбольної ліги 1971 |
| ---------------------------------- |
|                                    |
| «Тоттенгем Готспур» 1-й титул      |

## Шлях до фіналу
| Тоттенгем Готспур    | Тоттенгем Готспур             | Раунд                           | Астон Вілла       | Астон Вілла                             |
| -------------------- | ----------------------------- | ------------------------------- | ----------------- | --------------------------------------- |
| Суперник             | Результат                     | Кубок Футбольної ліги 1970—1971 | Суперник          | Результат                               |
| -                    | -                             | Перший раунд                    | Ноттс Каунті      | 4-0 вдома                               |
| Свонсі Сіті          | 3-0 вдома                     | Другий раунд                    | Бернлі            | 2-0 вдома                               |
| Шеффілд Юнайтед      | 2-1 вдома                     | 1/16 фіналу                     | Нортгемптон Таун  | 1-1 на виїзді, 3-0 вдома (перегравання) |
| Вест-Бромвіч Альбіон | 5-0 вдома                     | 1/8 фіналу                      | Карлайл Юнайтед   | 1-0 вдома                               |
| Ковентрі Сіті        | 4-1 вдома                     | 1/4 фіналу                      | Бристоль Роверз   | 1-1 на виїзді, 1-0 вдома (перегравання) |
| Бристоль Сіті        | 1-1 на виїзді, 2-0 (дч) вдома | 1/2 фіналу                      | Манчестер Юнайтед | 1-1 на виїзді, 2-1 вдома                |

## Матч

### Деталі
| 27 лютого 1971 |

| Тоттенгем Готспур | 2:0 | Астон Вілла |
| ----------------- | --- | ----------- |
| Чиверс 78', 82'   |     |             |

| Вемблі, Лондон Глядачів: 100 000 Арбітр: Джим Фінні |

|  |  |

|                  |  |                  |  |
|                  |  |                  |  |
| В                |  | Пет Дженнінгс    |  |
| З                |  | Джо Кіннір       |  |
| З                |  | Сіріл Ноулс      |  |
| З                |  | Пітер Коллінз    |  |
| З                |  | Філ Біл          |  |
| ПЗ               |  | Алан Маллері (к) |  |
| ПЗ               |  | Стів Перрімен    |  |
| ПЗ               |  | Мартін Пітерс    |  |
| ПЗ               |  | Джиммі Нейбор    |  |
| Н                |  | Алан Гілзін      |  |
| Н                |  | Мартін Чіверс    |  |
| Головний тренер: |  |                  |  |
| Білл Ніколсон    |  |                  |  |

|                  |  |                  |  |
|                  |  |                  |  |
| В                |  | Джон Данн        |  |
| З                |  | Кіт Бредлі       |  |
| З                |  | Чарлі Ейткен     |  |
| З                |  | Фред Тернбулл    |  |
| З                |  | Браян Тайлер     |  |
| ПЗ               |  | Пет Макмагон     |  |
| ПЗ               |  | Брюс Ріох        |  |
| ПЗ               |  | Іан Гемілтон     |  |
| ПЗ               |  | Віллі Андерсон   |  |
| Н                |  | Браян Годфрі (к) |  |
| Н                |  | Енді Лочгед      |  |
| Головний тренер: |  |                  |  |
| Вік Кроу         |  |                  |  |